# The Art of Telling Lies
The Art of Telling Lies è il secondo album del gruppo musicale svedese Vains of Jenna, pubblicato nel settembre 2009.
Il brano Enemy in Me è incluso nella raccolta Viva la Bands, Volume 2 compilata da Bam Margera.

## Tracce
1. Everybody Loves You When You're Dead – 3:38
2. Mind Pollution – 3:23
3. Refugee – 3:33
4. I Belong to Yesterday – 4:19
5. Paper Heart – 6:17
6. Get It On – 3:06
7. Enemy in Me – 4:02
8. Better Off Alone – 5:30
9. I Don't Care – 4:10
10. The Art of Telling Lies – 5:58